# 廷戈德薩波索阿區
7°05′33″S 76°38′28″W / 7.0925°S 76.6410°W
廷戈德薩波索阿區（西班牙語：Distrito de Tingo de Saposoa），是秘魯的一個區，位於該國中北部聖馬丁大區的瓦亞加省，面積37.3平方公里，海拔高度250米，2005年人口847，人口密度每平方公里23人。